# Konstytucja Egiptu (2014)
Konstytucja Egiptu – ustawa zasadnicza Egiptu, uchwalona w ramach referendum konstytucyjnego, które odbyło się w styczniu 2014 roku. Weszła w życie po ogłoszeniu wyników referendum konstytucyjnego, które nastąpiło 18 stycznia 2014 roku.  Zastąpiła tym samym starą, uchwaloną za rządów Muhammada Mursiego ustawę zasadniczą Egiptu z 2012 roku.
W pracach nad nową konstytucją Egiptu brały udział dwie niezależne komisje.

## Treść
Konstytucja Egiptu z 2014 roku oparła się w dużej mierze na konstytucji z 1971 roku, podobnie jak jej poprzedniczka. 
Przewiduje ona istnienie parlamentu i prezydenta. Prezydent jest wybieralny na kadencję wynoszącą 4 lata i może być wybrany ponownie tylko raz. Parlament dysponuje prawem do odwołania prezydenta. W ramach kompromisu wojsko ma prawo do powoływania Ministra Obrony Narodowej przez następne 8 lat.
Konstytucja gwarantuje równość płci oraz wolność sumienia i wyznania. Zrezygnowano tym samym z przyjętych w poprzedniej ustawie zasadniczej zapisów z prawa koranicznego, jednak pozostał zapis mówiący o islamie jako religii państwowej.
Zgodnie z konstytucją zakazane jest istnienie partii politycznych opartych na „religii, rasie, płci czy geografii”. Poza przewidzianymi w niej wyjątkami konstytucja gwarantuje całkowitą wolność słowa.